# Liste der Baudenkmäler in Bad Grönenbach

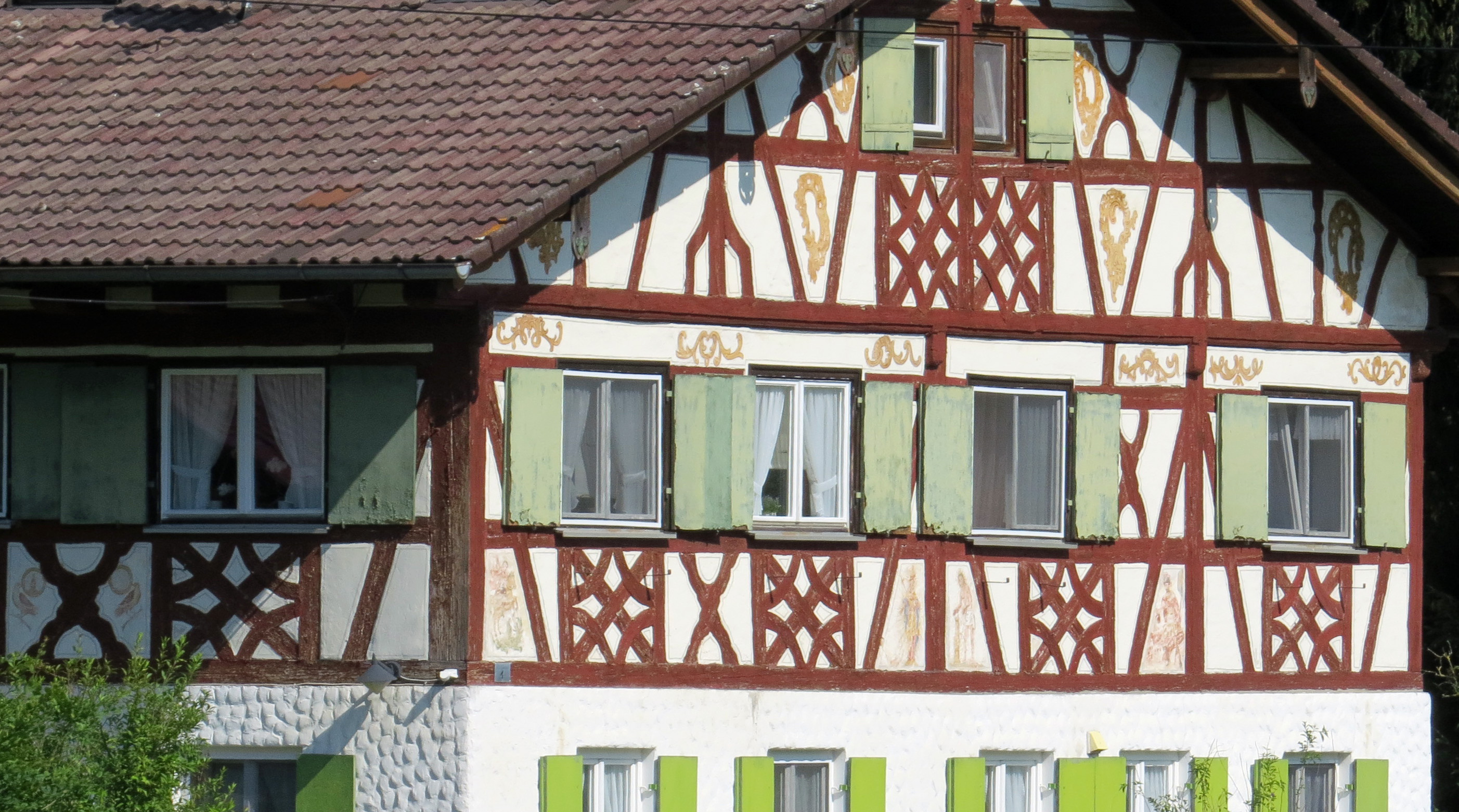
In der Tarrast, Bad Grönenbach

Auf dieser Seite sind die Baudenkmäler in dem schwäbischen Markt Bad Grönenbach zusammengestellt. Diese Tabelle ist eine Teilliste der Liste der Baudenkmäler in Bayern. Grundlage ist die Bayerische Denkmalliste, die auf Basis des Bayerischen Denkmalschutzgesetzes vom 1. Oktober 1973 erstmals erstellt wurde und seither durch das Bayerische Landesamt für Denkmalpflege geführt wird. Die folgenden Angaben ersetzen nicht die rechtsverbindliche Auskunft der Denkmalschutzbehörde.

## Baudenkmäler nach Ortsteilen

### Bad Grönenbach
| Lage                                   | Objekt                                                                               | Beschreibung | Akten-Nr.              | Bild                                                     |
| -------------------------------------- | ------------------------------------------------------------------------------------ | --- | ---------------------- | -------------------------------------------------------- |
| Bahnhofstraße 8 (Standort)             | Wohnhaus, Geburtshaus des Bildhauers Ludwig Eberle                                   | Dreigeschossiger, giebelständiger Satteldachbau mit vorkragendem Obergeschoss und Giebel, Zierfachwerk und Fresken, 1921 | D-7-78-144-1 Wikidata  | Wohnhaus, Geburtshaus des Bildhauers Ludwig Eberle       |
| Bahnhofstraße 17 (Standort)            | Ehemaliges Bauernhaus                                                                | Zweigeschossiger Mittertennbau mit Satteldach, Wohnteil mit verputztem Fachwerkobergeschoss, 18. Jahrhundert | D-7-78-144-49 Wikidata | Ehemaliges Bauernhaus                                    |
| Dr.-Schmidtchen-Weg 1 (Standort)       | Ehemaliges Unteres Schloss                                                           | Dreigeschossiger, quadratischer Zeltdachbau mit runden, von geschwungenen Hauben bekrönten Ecktürmen, bezeichnet „1563“, Obergeschoss und Zeltdach nach 1875 | D-7-78-144-2 Wikidata  | weitere Bilder                                           |
| Dr.-Schmidtchen-Weg 2 (Standort)       | Ehemaliges Bauern- oder Verwalterhaus                                                | Einfirsthof, ehemaliger Mittertennbau, zweigeschossiger Putzbau mit Satteldach, östliche Traufseite freigelegtes Fachwerk, im Kern um 1765 (dendrochronologisch datiert), Umbauten im Zuge der Umnutzung zu Apotheke um 1843, Umnutzung des Wirtschaftsteils zu Wohnzwecken und Anbau eines Erkers 1. Viertel 20. Jahrhundert; ehem. Apothekergarten mit Pumpbrunnen; Waschhaus, eingeschossiger Satteldachbau, Mitte 19. Jahrhundert | D-7-78-144-53          | BW                                                       |
| Ittelsburger Straße 19 (Standort)      | Ehemaliges Bauernhaus                                                                | Zweigeschossiger Walmdachbau mit Ecklisenen und rechtwinklig angebautem Wirtschaftsteil, wohl Ende 18. Jahrhundert | D-7-78-144-3 Wikidata  | Ehemaliges Bauernhaus                                    |
| Kemptener Straße 14 a, 14 b (Standort) | Wohnhaus                                                                             | Zweigeschossiger Traufseitbau mit flachem Satteldach und verschaltem Giebel, 17./18. Jahrhundert | D-7-78-144-4 Wikidata  | Wohnhaus                                                 |
| Kemptener Straße 20, 22 (Standort)     | Wohnhaus                                                                             | Zweigeschossiges, traufständiges Doppelhaus mit Frackdach, 17./18. Jahrhundert | D-7-78-144-5 Wikidata  | Wohnhaus                                                 |
| Marktplatz 1 (Standort)                | Rathaus                                                                              | Zwei- bzw. dreigeschossiger Satteldachbau mit Dachreiter, 1937/38 | D-7-78-144-6 Wikidata  | weitere Bilder                                           |
| Marktplatz 6 (Standort)                | Ehemaliger Stadel, jetzt Wohnhaus                                                    | Zweigeschossiger Satteldachbau mit Zierfachwerkgiebel, 18. Jahrhundert | D-7-78-144-7 Wikidata  | weitere Bilder                                           |
| Marktplatz 10 (Standort)               | Ehemalige Spitalkirche Heiliger Geist, jetzt evangelisch-reformierte Pfarrkirche     | Saalbau mit eingezogenem Chor und nördlichem Turm mit Spitzhelm, im Kern 1479, erneuert 1633, Chor 1825, Turm 1880; mit Ausstattung Ehemaliges Spitalgebäude, jetzt Pfarrhaus, zweigeschossige Zweiflügelanlage mit Walmdach, im Kern spätmittelalterlich; westlich an die Kirche anschließend | D-7-78-144-9 Wikidata  | weitere Bilder                                           |
| Marktstraße 3 (Standort)               | Ehemaliges Bauernhaus                                                                | Zweigeschossiger Bau mit Frackdach und vorkragendem Obergeschoss, im Kern Bohlen- und Fachwerkbau, bezeichnet „1720“, 1864 umgebaut | D-7-78-144-10 Wikidata | Ehemaliges Bauernhaus                                    |
| Memminger Straße 7 (Standort)          | Wohnhaus                                                                             | Zweigeschossiges Traufseithaus mit Satteldach, vorkragendem Obergeschoss und Fachwerkgiebel, im Kern 16./17. Jahrhundert | D-7-78-144-11 Wikidata | Wohnhaus                                                 |
| Memminger Straße 15 (Standort)         | Wohnhaus                                                                             | Zweigeschossiges Traufseithaus mit Satteldach und vorkragendem Obergeschoss, im Kern 16./17. Jahrhundert | D-7-78-144-12 Wikidata | Wohnhaus                                                 |
| Pappenheimerstraße 1 (Standort)        | Schloss                                                                              | Unregelmäßiger, fünfgeschossiger Walmdachbau mit östlichem Anbau und westlichem Eckturm mit Zeltdach, im Kern 13. Jahrhundert, Erweiterung um 1628, Anbau um 1690 | D-7-78-144-13 Wikidata | weitere Bilder                                           |
| Pappenheimerstraße 2 (Standort)        | Ehemaliges Wirtschaftsgebäude und Brauerei des Schlosses                             | Langgestreckter, zweigeschossiger Satteldachbau mit turmartig vorgezogenen Achsen, südlicher Teil 1696–1700, nördlicher Teil 1734 | D-7-78-144-14 Wikidata | Ehemaliges Wirtschaftsgebäude und Brauerei des Schlosses |
| Pappenheimerstraße 6 (Standort)        | Villa                                                                                | Zweigeschossiger Walmdachbau mit Eckturm und Ziergiebel, in historisierenden Formen errichtet, 1902 | D-7-78-144-15 Wikidata | Villa                                                    |
| Sonnenstraße 7, 7 a, 7 b, 9 (Standort) | Ehemaliger Heiligenspeicher                                                          | Zweigeschossiger Satteldachbau mit Fachwerkgiebel unter Putz, 17./18. Jahrhundert | D-7-78-144-16 Wikidata | Ehemaliger Heiligenspeicher                              |
| Sonnenstraße 12 (Standort)             | Wohnhaus                                                                             | Zweigeschossiger Satteldachbau mit Riegelfachwerk, 18. Jahrhundert | D-7-78-144-17 Wikidata | Wohnhaus                                                 |
| Stiftsberg (Standort)                  | Kerkerheiland                                                                        | Lebensgroße Holzfigur in erneuertem Kapellenbau, zweite Hälfte 18. Jahrhundert | D-7-78-144-20 Wikidata | Kerkerheiland                                            |
| Stiftsberg 9 (Standort)                | Ehemalige Kollegiatstiftskirche, jetzt katholische Pfarrkirche St. Philipp und Jakob | Dreischiffige Hallenkirche mit südlichem Turm mit geschwungener Haube, Krypta und Turmunterbau 1136, Neubau um 1445, Erweiterung nach 1479, Umgestaltung ab 1663 und 18./19. Jahrhundert | D-7-78-144-18 Wikidata | weitere Bilder                                           |
| Stiftsberg 15 (Standort)               | Ehemaliges Kollegiatstift, jetzt Pfarrhaus                                           | Dreigeschossiger Satteldachbau, 1479 gestiftet, nach Brand 1573–77 wiedererrichtet; mit Ausstattung | D-7-78-144-19 Wikidata | weitere Bilder                                           |

### Egg
| Lage                                                                                     | Objekt     | Beschreibung                                                                                              | Akten-Nr.              | Bild       |
| ---------------------------------------------------------------------------------------- | ---------- | --- | ---------------------- | ---------- |
| Am Schindschache, an der Abzweigung der Straße Grönenbach-Ziegelberg nach Egg (Standort) | Wegkreuz   | Eisenkruzifix auf Steinsockel, 19. Jahrhundert                                                            | D-7-78-144-24 Wikidata | Wegkreuz   |
| Egg 1 (Standort)                                                                         | Bauernhaus | Zweigeschossiger Mittertennbau mit Satteldach und Fachwerk am Ostgiebel, modern bezeichnet „1797“, „1911“ | D-7-78-144-23 Wikidata | Bauernhaus |

### Gmeinschwenden
| Lage                        | Objekt                  | Beschreibung | Akten-Nr.              | Bild                    |
| --------------------------- | ----------------------- | --- | ---------------------- | ----------------------- |
| Gmeinschwenden 3 (Standort) | Wohnhaus                | Zweigeschossiger, verschindelter Bau mit flachem Satteldach und überlukter Verschalung an der Westseite, 18. Jahrhundert | D-7-78-144-26 Wikidata | Wohnhaus                |
| Gmeinschwenden 7 (Standort) | Kapelle St. Franz Xaver | Rechteckbau mit dreiseitigem Schluss und Dachreiter, 1885; mit Ausstattung                                               | D-7-78-144-25 Wikidata | Kapelle St. Franz Xaver |

### Herbisried
| Lage                     | Objekt              | Beschreibung                                                                                           | Akten-Nr.              | Bild       |
| ------------------------ | ------------------- | --- | ---------------------- | ---------- |
| Herbisried 12 (Standort) | Feuerwehrgerätehaus | eingeschossiger Satteldachbau in Holzständerbauweise mit Verbretterung und Turm mit Spitzhelm, um 1910 | D-7-78-144-52          | BW         |
| Herbisried 20 (Standort) | Bauernhaus          | Zweigeschossiger Fachwerkbau mit flachem Satteldach, 18. Jahrhundert                                   | D-7-78-144-28 Wikidata | Bauernhaus |

### In der Tarrast
| Lage                        | Objekt    | Beschreibung | Akten-Nr.              | Bild      |
| --------------------------- | --------- | --- | ---------------------- | --------- |
| In der Tarrast 1 (Standort) | Darastgut | Zweigeschossiger ehemaliger Mittertennbau mit Fachwerkobergeschoss und flachem Satteldach, 1797, Wirtschaftsteil erneuert | D-7-78-144-21 Wikidata | Darastgut |

### Ittelsburg
| Lage                     | Objekt                                | Beschreibung | Akten-Nr.              | Bild                    |
| ------------------------ | ------------------------------------- | --- | ---------------------- | ----------------------- |
| Gsängstraße 7 (Standort) | Bauernhaus                            | Zweigeschossiger Mittertennbau mit Satteldach und Fachwerkobergeschoss, ehemals bezeichnet „1717“, Wirtschaftsteil 1907 erneuert                                       | D-7-78-144-29 Wikidata | Bauernhaus              |
| Hauptstraße 7 (Standort) | Ehemaliges Stallgebäude               | Satteldachbau mit Fachwerk, wohl zweite Hälfte 18. Jahrhundert | D-7-78-144-31 Wikidata | Ehemaliges Stallgebäude |
| Hauptstraße 8 (Standort) | Ehemaliges Gasthaus                   | Zweigeschossiger Satteldachbau mit Giebelgesimsen, 18. Jahrhundert Wirtschaftsgebäude, zweigeschossiger Satteldachbau mit Fachwerk, wohl zweite Hälfte 18. Jahrhundert | D-7-78-144-30 Wikidata | weitere Bilder          |
| Thalstraße 2 (Standort)  | Katholische Filialkirche St. Leonhard | Saalbau mit eingezogenem Chor und westlichem Satteldachturm aus Nagelfluhquadern, bezeichnet „1439“, Empore 17. Jahrhundert; mit Ausstattung                           | D-7-78-144-32 Wikidata | weitere Bilder          |

### Kornhofen
| Lage                   | Objekt           | Beschreibung | Akten-Nr.              | Bild           |
| ---------------------- | ---------------- | --- | ---------------------- | -------------- |
| Kornhofen 1 (Standort) | Kapelle St. Anna | Kleiner Rechteckbau mit halbrund geschlossenem Chor und Dachreiter mit geschwungener Haube, für den kemptischen Baumeister Franz Benedikt Stark erbaut, 1772; mit Ausstattung | D-7-78-144-34 Wikidata | weitere Bilder |

### Ölmühle
| Lage                 | Objekt     | Beschreibung                                                                   | Akten-Nr.              | Bild       |
| -------------------- | ---------- | ------------------------------------------------------------------------------ | ---------------------- | ---------- |
| Ölmühle 1 (Standort) | Bauernhaus | Zweigeschossiger Satteldachbau mit Riegelfachwerk, wohl Anfang 19. Jahrhundert | D-7-78-144-35 Wikidata | Bauernhaus |

### Raupolz
| Lage                                          | Objekt         | Beschreibung        | Akten-Nr.              | Bild           |
| --------------------------------------------- | -------------- | ------------------- | ---------------------- | -------------- |
| Raupolz, 50 m südöstlich des Ortes (Standort) | Sandsteinkreuz | Spätmittelalterlich | D-7-78-144-36 Wikidata | Sandsteinkreuz |

### Rothenstein
| Lage                      | Objekt                    | Beschreibung                                                                                                  | Akten-Nr.              | Bild           |
| ------------------------- | ------------------------- | --- | ---------------------- | -------------- |
| In Rothenstein (Standort) | Burgruine der Rothenstein | Keller und Grundmauern einer Hauptburg, Vorburg mit Gebäuden, Nagelfluh- und Tuffsteinmauerwerk, 1180 erwähnt | D-7-78-144-39 Wikidata | weitere Bilder |
| Rothenstein 2 (Standort)  | Bauernhaus                | Zweigeschossiger Satteldachbau mit Fachwerkgiebel, 18. Jahrhundert, 1906 erneuert                             | D-7-78-144-37 Wikidata | Bauernhaus     |

### Thal
| Lage                    | Objekt                | Beschreibung                                                                                    | Akten-Nr.              | Bild                  |
| ----------------------- | --------------------- | ----------------------------------------------------------------------------------------------- | ---------------------- | --------------------- |
| Oberthal 20 (Standort)  | Ehemaliges Bauernhaus | Zweigeschossiger Mittertennbau mit Satteldach und reichem Fachwerk, bezeichnet „1781“           | D-7-78-144-41 Wikidata | Ehemaliges Bauernhaus |
| Oberthal 27 (Standort)  | Ehemaliges Bauernhaus | Zweigeschossiger Bau mit flachem Satteldach und Obergeschoss Ständerbohlen, 17./18. Jahrhundert | D-7-78-144-40 Wikidata | Ehemaliges Bauernhaus |
| Unterthal 32 (Standort) | Villa                 | Zweigeschossiger Bau mit reichem Fassadendekor in historisierenden Formen, bezeichnet „1901“    | D-7-78-144-42 Wikidata | Villa                 |

### Zell
| Lage                               | Objekt                                     | Beschreibung | Akten-Nr.              | Bild                  |
| ---------------------------------- | ------------------------------------------ | --- | ---------------------- | --------------------- |
| Kirchenweg 2 (Standort)            | Katholische Pfarrkirche St. Peter und Paul | Neugotischer Saalbau mit eingezogenem Chor und nördlichem Turm mit Spitzhelm, Turmunterbau im Kern spätmittelalterlich, 1872–74; mit Ausstattung | D-7-78-144-43 Wikidata | weitere Bilder        |
| Kronburger Straße 12 (Standort)    | Ehemaliges Bauernhaus                      | Zweigeschossiges Doppelhaus mit flachem Satteldach und Hakenschopf, Ständerbau, 18. Jahrhundert                                                  | D-7-78-144-44 Wikidata | Ehemaliges Bauernhaus |
| Untere Mühlbachstraße 5 (Standort) | Ehemaliges Bauernhaus                      | Zweigeschossiges Doppelhaus mit flachem Satteldach und geteiltem Giebel, nördlich moderner Anbau, 18. Jahrhundert                                | D-7-78-144-45 Wikidata | Ehemaliges Bauernhaus |

## Ehemalige Baudenkmäler
In diesem Abschnitt sind Objekte aufgeführt, die früher einmal in der Denkmalliste eingetragen waren, jetzt aber nicht mehr. Objekte, die in anderem Zusammenhang also z. B. als Teil eines Baudenkmals weiter eingetragen sind, sollen hier nicht aufgeführt werden. Aktennummern in diesem Abschnitt sind ehemalige, jetzt nicht mehr gültige Aktennummern.

| Lage                                                                       | Objekt                           | Beschreibung                                                                                 | Akten-Nr.              | Bild                             |
| -------------------------------------------------------------------------- | -------------------------------- | -------------------------------------------------------------------------------------------- | ---------------------- | -------------------------------- |
| Bad Grönenbach Marktplatz 9 (Standort)                                     | Wohnhaus                         | Zweigeschossiger Satteldachbau mit Gesimsgliederung, 18. Jahrhundert                         | D-7-78-144-8 Wikidata  | BW                               |
| Falken Falken 1 (Standort)                                                 | Gräben und Mauerreste einer Burg | Nach 1505, ursprüngliche Anlage 10. Jahrhundert und später                                   | D-7-78-144-33 Wikidata | Gräben und Mauerreste einer Burg |
| Herbisried Herbisried 15 (Standort)                                        | Bauernhaus                       | Zweigeschossiger Mittertennbau mit Frackdach, wohl 19. Jahrhundert, Wirtschaftsteil erneuert | D-7-78-144-27 Wikidata | BW                               |
| In der Tarrast Am Sauerach, im Wald nördlich von In der Tarrast (Standort) | Steinkreuz                       | Nagelfluh, wohl spätmittelalterlich                                                          | D-7-78-144-22 Wikidata | BW                               |
| Zell Auf dem Berg, an der Straße nach Woringen (Standort)                  | Steinkreuz                       | Moderne Nachbildung                                                                          | D-7-78-144-47 Wikidata | Steinkreuz                       |
| Zell Hinter dem Berg, an der Straße nach Grönenbach (Standort)             | Steinkreuz                       | Moderne Nachbildung                                                                          | D-7-78-144-46          | Steinkreuz                       |

## Abgegangene Baudenkmäler
In diesem Abschnitt sind Objekte aufgeführt, die früher einmal in der Denkmalliste eingetragen waren, jetzt aber nicht mehr existieren, z. B. weil sie abgebrochen wurden. Aktennummern in diesem Abschnitt sind ehemalige, jetzt nicht mehr gültige Aktennummern.

| Lage                                    | Objekt                | Beschreibung                                                                                                   | Akten-Nr.              | Bild                  |
| --------------------------------------- | --------------------- | --- | ---------------------- | --------------------- |
| Bad Grönenbach Marktstraße 5 (Standort) | Ehemaliges Bauernhaus | Zweigeschossiger Mittertennbau mit Satteldach, im Kern um 1690 (dendrochronologisch datiert), später verändert | D-7-78-144-51 Wikidata | Ehemaliges Bauernhaus |